# Zuider Vermaning
Zuider Vermaning (ook wel Vermaning der Friese Doopsgezinden) is een voormalige Doopsgezinde houten schuurkerk, gelegen aan het Zuideinde 233 in Westzaan. 

## Geschiedenis
Na de reformatie mochten alleen de gereformeerden een zichtbaar godshuis hebben. Doopsgezinden kwam bijeen in een schuur of woning. De Fries Doopsgezinden in Westzaan stichtten al voor 1629 aan het Zuideinde hun eerste vergaderplaats. In 1664 bouwden men een nieuwe vermaning, maar wegens gebreken werd deze in 1731 afgebroken. De huidige kerk bouwden men in datzelfde jaar in slechts zeven maanden tijd. Het is een van de oudste gebouwen in Westzaan. Het grote houten gebouw is voorzien van een schilddak. Op de houten vloer lag wit zand om de kans op brand te verkleinen, vuil makkelijker te kunnen verwijderen en de vloerplanken niet te veel water te laten opnemen.
In de 19e eeuw zijn enkele kleine herstelwerkzaamheden gedaan. In 1931-1932 en 1964 vonden er grote restauraties plaats. Het gebouw werd in 1979 overgedragen aan de Stichting Oude Hollandse Kerken. 
Momenteel is het gebouw in gebruik als cultureel centrum.

## Interieur
In de kerk bevindt zich een preekstoel, 18e-eeuwse banken en acht koperen lichtkronen, twee lichtarmen en een lichtarm van koper. In 1995 werden de kleuren van het houtwerk van het interieur na zorgvuldig kleuronderzoek weer naar de oorspronkelijke staat teruggebracht.
Het orgel is in 1720 gemaakt door Matthijs Verhofstad. Waarschijnlijk gebruikte hij voor de bouw van het instrument een oudere orgelkas. Het orgel komt oorspronkelijk uit de Kleine Kerk van Edam. Het instrument is in de loop der tijden vele malen gerestaureerd. Ook is nagenoeg al het pijpwerk vervangen. In 1778 paste Amsterdamse huisorgel- en klavecimbelbouwer Johannes Engelbertus Hageman het instrument aan de smaak van de tijd. Begin 20e eeuw vonden er enkele dispositiewijzigingen plaats die het geluid op de lange termijn niet ten goede bleken te komen. In 1995 vond er een restauratie plaats door de firma Flentrop Orgelbouw uit Zaandam waarbij het orgel weer in de staat van 1778 gebracht werd.

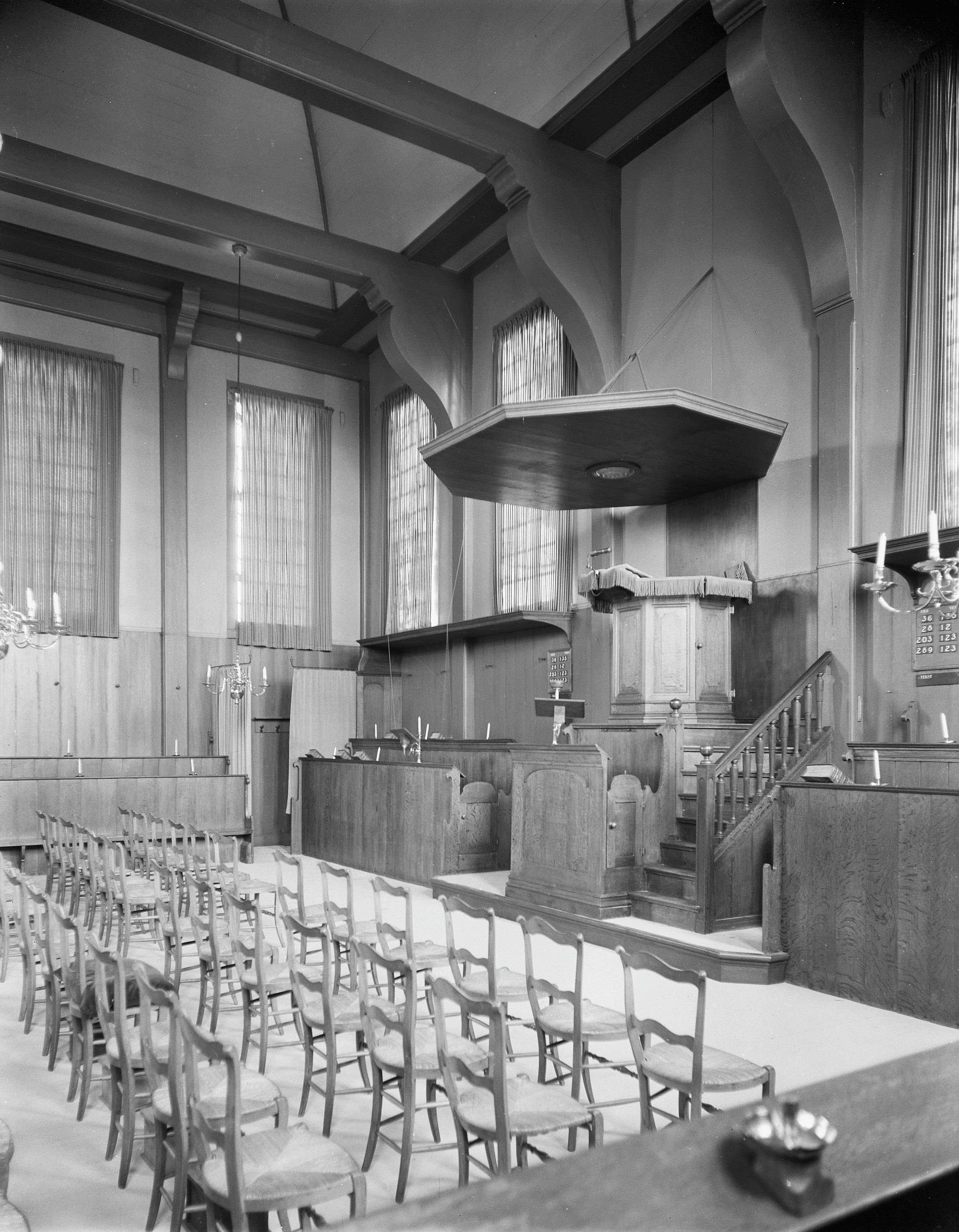
Preekstoel
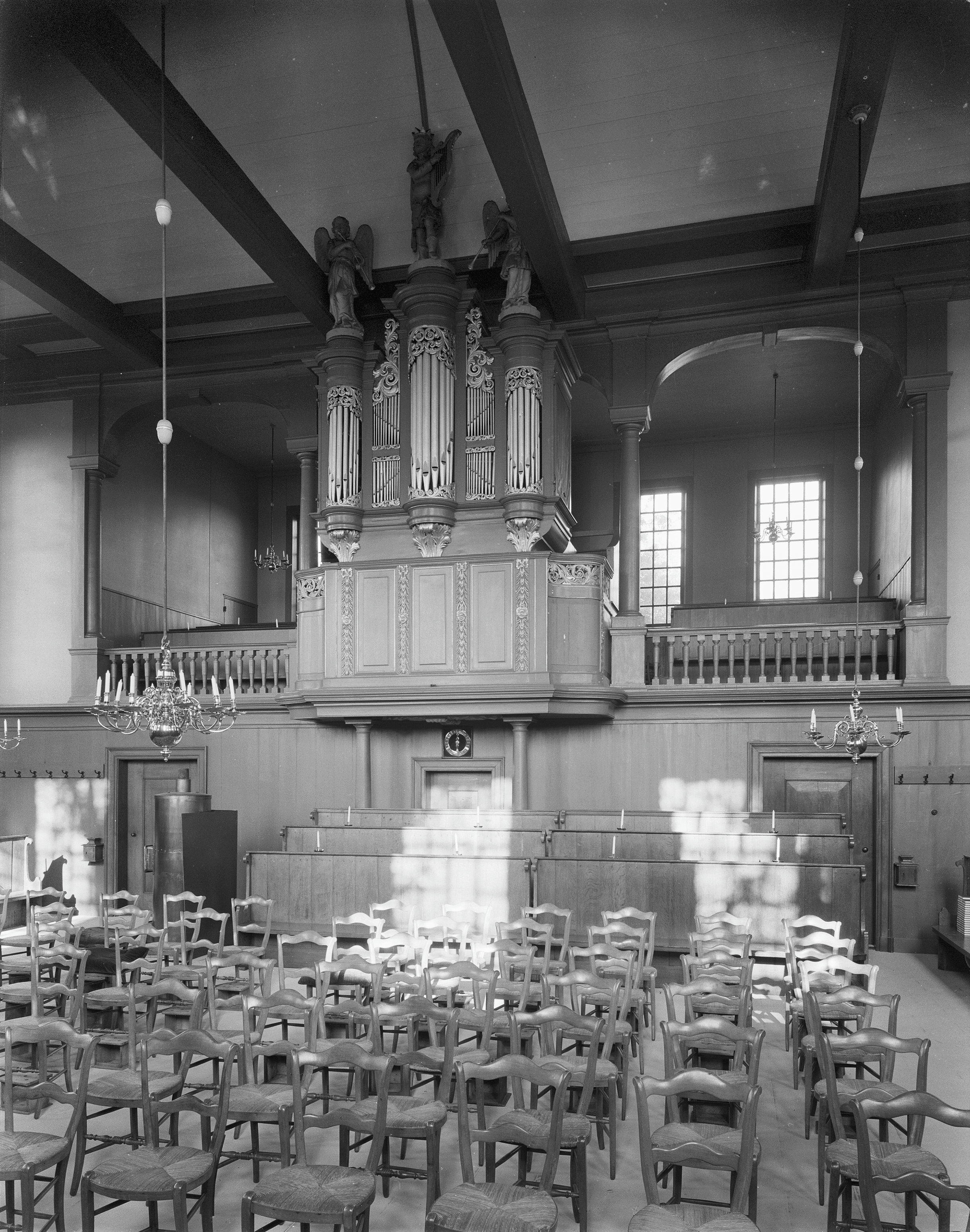
Orgel
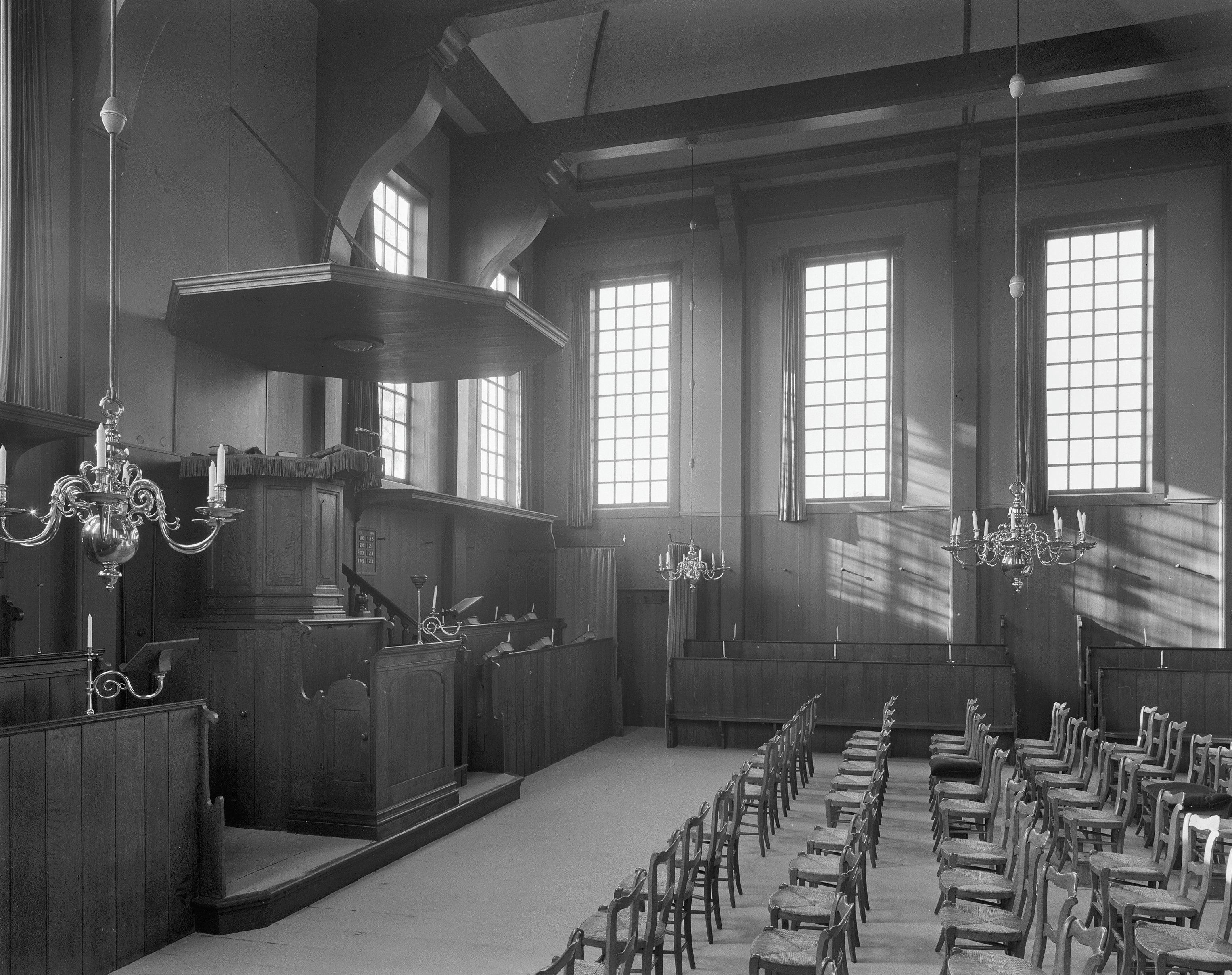
Kerkbanken